# Horionski gonadotropin alfa
Alfa lanac glikoproteinskih hormona je protein koji je kod ljudi kodiran CGA genom.
Četiri ljudska glikoproteinska hormona: humani horionski gonadotropin (hCG), luteinizirajući hormon (LH), folikulostimulišući hormon (FSH), i tireostimulišući hormon (TSH) su dimeri koji se sastoje od alfa i beta podjedinica, koje su nekovalentno vezane. Alfa podjedinice tih hormona su skoro identične, dok su njihovi beta lanci jedinstveni i definišu biološku specifičnost. Protein kodiran ovim genom je alfa podjedinica i pripada familiji alfa lanaca glikoproteinskih hormona.
Alfa lanac ima sledeću aminokiselinsku sekvencu:
-{NH2 - Ala - Pro - Asp - Val - Gln - Asp - Cys - Pro - Glu - Cys - Thr - Leu - Gln - Glu - Asn - Pro - Phe - Phe - Ser - Gln - Pro - Gly - Ala - Pro - Ile - Leu - Gln - Cys - Met - Gly - Cys - Cys - Phe - Ser - Arg - Ala - Tyr - Pro - Thr - Pro - Leu - Arg - Ser - Lys - Lys - Thr - Met - Leu - Val - Gln - Lys - Asn - Val - Thr - Ser - Glu - Ser - Thr - Cys - Cys - Val - Ala - Lys - Ser - Tyr - Asn - Arg - Val - Thr - Val - Met - Gly - Gly - Phe - Lys - Val - Glu - Asn - His - Thr - Ala - Cys - His - Cys - Ser - Thr - Cys - Tyr - Tyr - His - Lys - Ser - COOH
}-
Aminokiselinska sekvena beta lanaca je:
-{
NH2 - Ser - Lys - Glu - Pro - Leu - Arg - Pro - Arg - Cys - Arg - Pro - Ile - Asn - Ala - Thr - Leu - Ala - Val - Glu - Lys - Glu - Gly - Cys - Pro - Val - Cys - Ile - Thr - Val - Asn - Thr - Thr - Ile - Cys - Ala - Gly - Tyr - Cys - Pro - Thr - Met - Thr - Arg - Val - Leu - Gln - Gly - Val - Leu - Pro - Ala - Leu - Pro - Gln - Val - Val - Cys - Asn - Tyr - Arg - Asp - Val - Arg - Phe - Glu - Ser - Ile - Arg - Leu - Pro - Gly - Cys - Pro - Arg - Gly - Val - Asn - Pro - Val - Val - Ser - Tyr - Ala - Val - Ala - Leu - Ser - Cys - Gln - Cys - Ala - Leu - Cys - Arg - Arg - Ser - Thr - Thr - Asp - Cys - Gly - Gly - Pro - Lys - Asp - His - Pro - Leu - Thr - Cys - Asp - Asp - Pro - Arg - Phe - Gln - Asp - Ser - Ser - Ser - Ser - Lys - Ala - Pro - Pro - Pro - Ser - Leu - Pro - Ser - Pro - Ser - Arg - Leu - Pro - Gly - Pro - Ser - Asp - Thr - Pro - Ile - Leu - Pro - Gln - COOH
}-

## Literatura
- Roger M; Lahlou N; Couzinet B;  . (1990). „[Free alpha-subunit glycoprotein hormones: physiological and pathological data]”. J. Steroid Biochem. 33 (4B): 763—9. PMID 2481154. doi:10.1016/0022-4731(89)90489-5.
- Pierce JG (1972). „Eli Lilly lecture. The subunits of pituitary thyrotropin--their relationship to other glycoprotein hormones.”. Endocrinology. 89 (6): 1331—44. PMID 5002675. doi:10.1210/endo-89-6-1331.
- Kourides IA, Gurr JA, Wolf O (1984). „The regulation and organization of thyroid stimulating hormone genes.”. Recent Prog. Horm. Res. 40: 79—120. PMID 6207569.
- Miyoshi I, Kasai N, Hayashizaki Y (1994). „[Structure and regulation of human thyroid-stimulating hormone (TSH) gene]”. Nippon Rinsho. 52 (4): 940—7. PMID 8196184.
- Barrios-De-Tomasi J; Timossi C; Merchant H;  . (2002). „Assessment of the in vitro and in vivo biological activities of the human follicle-stimulating isohormones.”. Mol. Cell. Endocrinol. 186 (2): 189—98. PMID 11900895. doi:10.1016/S0303-7207(01)00657-8.
- Moyle WR, Bahl OP, März L (1976). „Role of carbohydrate of human chorionic gonadotropin in the mechanism of hormone action.”. J. Biol. Chem. 250 (23): 9163—9. PMID 172504.
- Fiddes JC, Goodman HM (1979). „Isolation, cloning and sequence analysis of the cDNA for the alpha-subunit of human chorionic gonadotropin.”. Nature. 281 (5730): 351—6. PMID 481597. doi:10.1038/281351a0.
- Sairam MR, Li CH (1977). „Human pituitary thyrotropin. The primary structure of the alpha and beta subunits.”. Can. J. Biochem. 55 (7): 755—60. PMID 890569. doi:10.1139/o77-108.
- Morgan FJ, Birken S, Canfield RE (1975). „The amino acid sequence of human chorionic gonadotropin. The alpha subunit and beta subunit.”. J. Biol. Chem. 250 (13): 5247—58. PMID 1150658.
- Rathnam P, Saxena BB (1975). „Primary amino acid sequence of follicle-stimulating hormone from human pituitary glands. I. alpha subunit.”. J. Biol. Chem. 250 (17): 6735—46. PMID 1158880.
- Weisshaar G, Hiyama J, Renwick AG, Nimtz M (1991). „NMR investigations of the N-linked oligosaccharides at individual glycosylation sites of human lutropin.”. Eur. J. Biochem. 195 (1): 257—68. PMID 1991473. doi:10.1111/j.1432-1033.1991.tb15702.x.
- Sakakibara R; Yokoo Y; Yoshikoshi K;  . (1988). „Subcellular localization of intracellular forms of human chorionic gonadotropin in first trimester placenta.”. J. Biochem. 102 (5): 993—1001. PMID 2449427.
- Matzuk MM, Keene JL, Boime I (1989). „Site specificity of the chorionic gonadotropin N-linked oligosaccharides in signal transduction.”. J. Biol. Chem. 264 (5): 2409—14. PMID 2536708.
- Lustbader JW; Birken S; Pileggi NF;  . (1990). „Crystallization and characterization of human chorionic gonadotropin in chemically deglycosylated and enzymatically desialylated states.”. Biochemistry. 28 (24): 9239—43. PMID 2611225. doi:10.1021/bi00450a001.
- Harris DC; Machin KJ; Evin GM;  . (1989). „Preliminary X-ray diffraction analysis of human chorionic gonadotropin.”. J. Biol. Chem. 264 (12): 6705—6. PMID 2708337.
- Hayashizaki Y, Miyai K, Kato K, Matsubara K (1985). „Molecular cloning of the human thyrotropin-beta subunit gene.”. FEBS Lett. 188 (2): 394—400. PMID 3839756. doi:10.1016/0014-5793(85)80409-9.
- Bellisario R, Carlsen RB, Bahl OP (1973). „Human chorionic gonadotropin. Linear amino acid sequence of the alpha subunit.”. J. Biol. Chem. 248 (19): 6796—809. PMID 4745444.
- Shome B, Parlow AF (1974). „Human follicle stimulating hormone (hFSH): first proposal for the amino acid sequence of the alpha-subunit (hFSHa) and first demonstration of its identity with the alpha-subunit of human luteinizing hormone (hLHa).”. J. Clin. Endocrinol. Metab. 39 (1): 199—202. PMID 4835135. doi:10.1210/jcem-39-1-199.